# Duneau
Duneau – miejscowość i gmina we Francji, w regionie Kraj Loary, w departamencie Sarthe.
Według danych na rok 1990 gminę zamieszkiwało 749 osób, a gęstość zaludnienia wynosiła 58 osób/km² (wśród 1504 gmin Kraju Loary, Duneau plasuje się na 698. miejscu pod względem liczby ludności, natomiast pod względem powierzchni na miejscu 874.).